# Surgery for Obesity and Related Diseases
Surgery for Obesity and Related Diseases è una rivista medica bimestrale sottoposta a revisione paritaria, che tratta l'uso della chirurgia per curare l'obesità e le patologie correlate. Fondata nel 2005, è pubblicata dalla Elsevier.
È la rivista ufficiale dell'American Society for Metabolic and Bariatric Surgery (Società americana di chirurgia metabolica e bariatrica), della Brazilian Society for Bariatric Surgery e dell'Asociacion Latinoamericana de Cirujanos Endoscopistas.
I caporedattori sono Harvey Sugerman e Raul J. Rosenthal.
Secondo il Journal Citation Reports, la rivista ha ricevuto per il 2016 un fattore di impatto pari a 4,496. Al 2024, il fattore di impatto era pari a 3.5 e la rivista si posizionava nel primo quartile della categoria "Chirurgia".